# Гётце, Отто
Отто Гётце (нем. Otto Götze, род. 1868 г. Лейпциг — ум. 1931 г. Берлин) — немецкий художник, график и иллюстратор. Представитель такого художественного направления, как символизм.

## Биография
Детство и юность художника прошли в местечке Конневиц (Connewitz), ныне — входит в городскую черту Лейпцига. Изучал живопись в академии искусств в Лейпциге (с 1888 года), затем — в Художественной академии в Мюнхене в классе Александра фон Лизен-Майера (Sándor (Alexander) von Liezen-Mayer). После получения образования работал как свободный художник, мастер портретной живописи. В 1908 году Гётце перешёл от живописи к графическому творчеству. Гравюры Отто Гётце в основном посвящены различным образам юных девушек и женщин, а также мифологическим сюжетам (Полёт ведьм).
С 1893 года Отто Гётце выставлял свои работы на различных художественных экспозициях Германии. В 1914 году на выставке Бугра Лейпциг (Bugra Leipzig) удостоился Государственной премии королевства Саксония. Был членом Имперского союза живописцев Германии (Reichsverband Bildender Künstler Deutschlands). В последние годы жизни жил и работал в Берлине. В наше время произведения Отто Гётце популярны и художественных выставках и аукционах Германии.

## Галерея

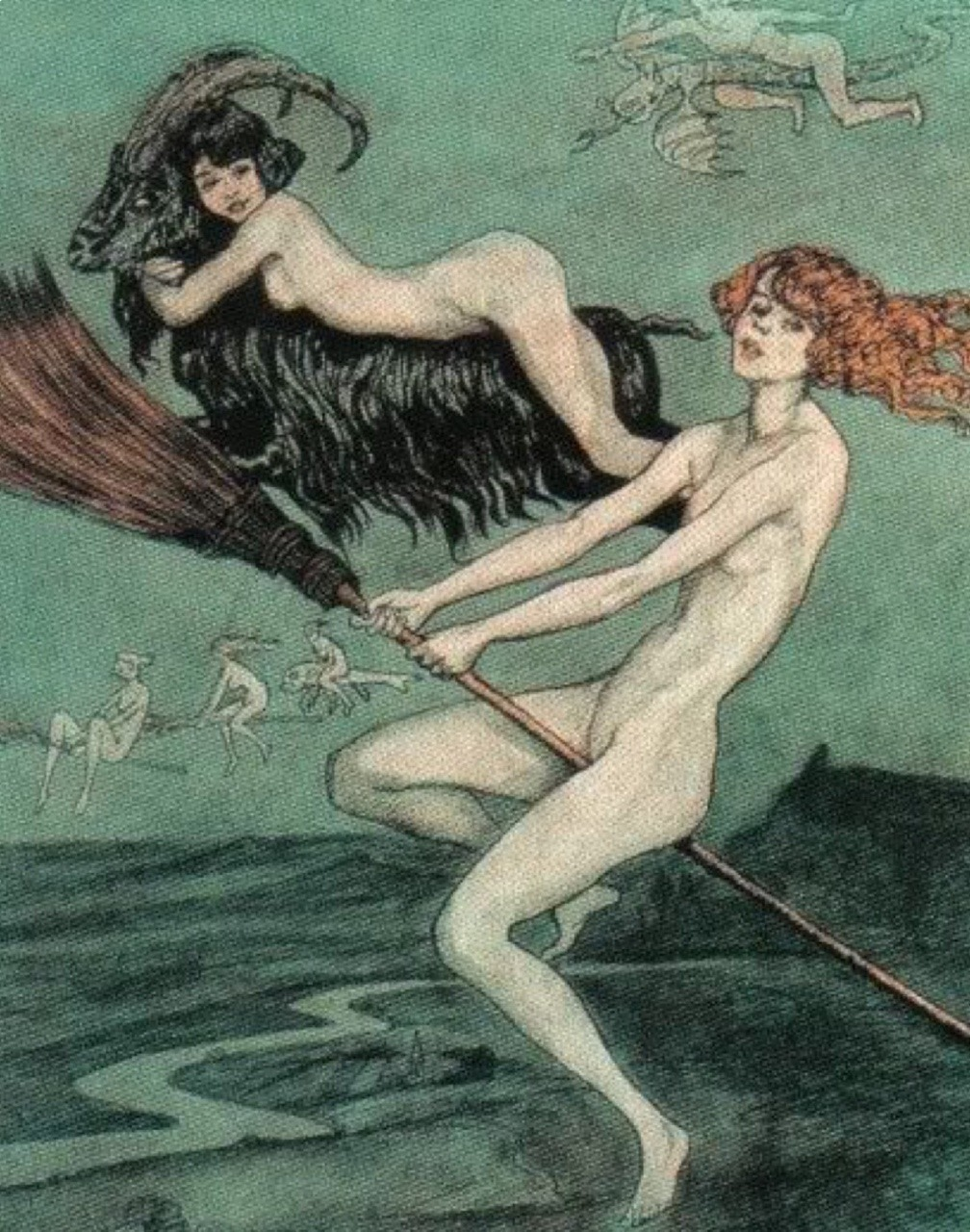
Полёт ведьм (между 1900 и 1920)
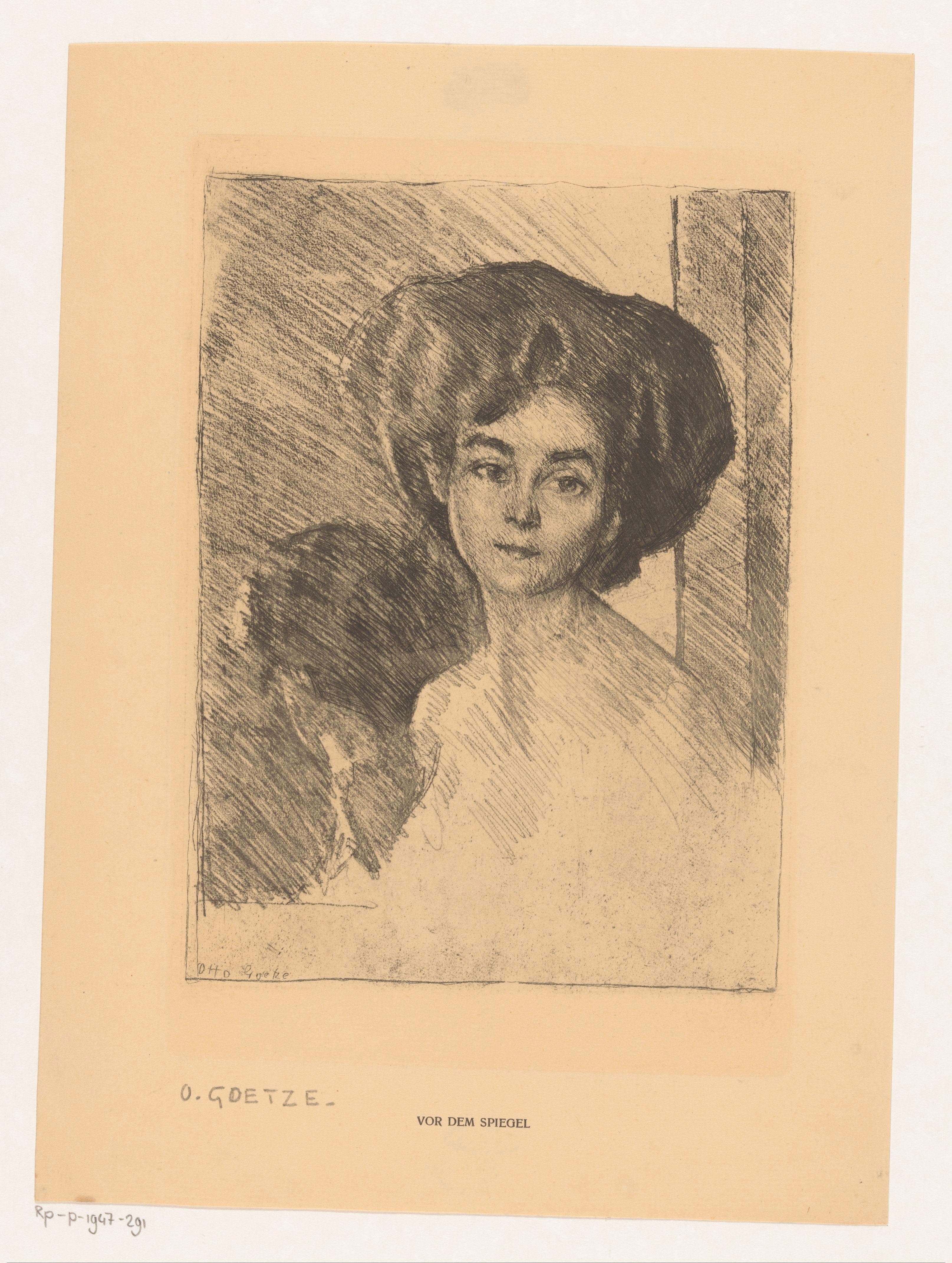
Перед зеркалом
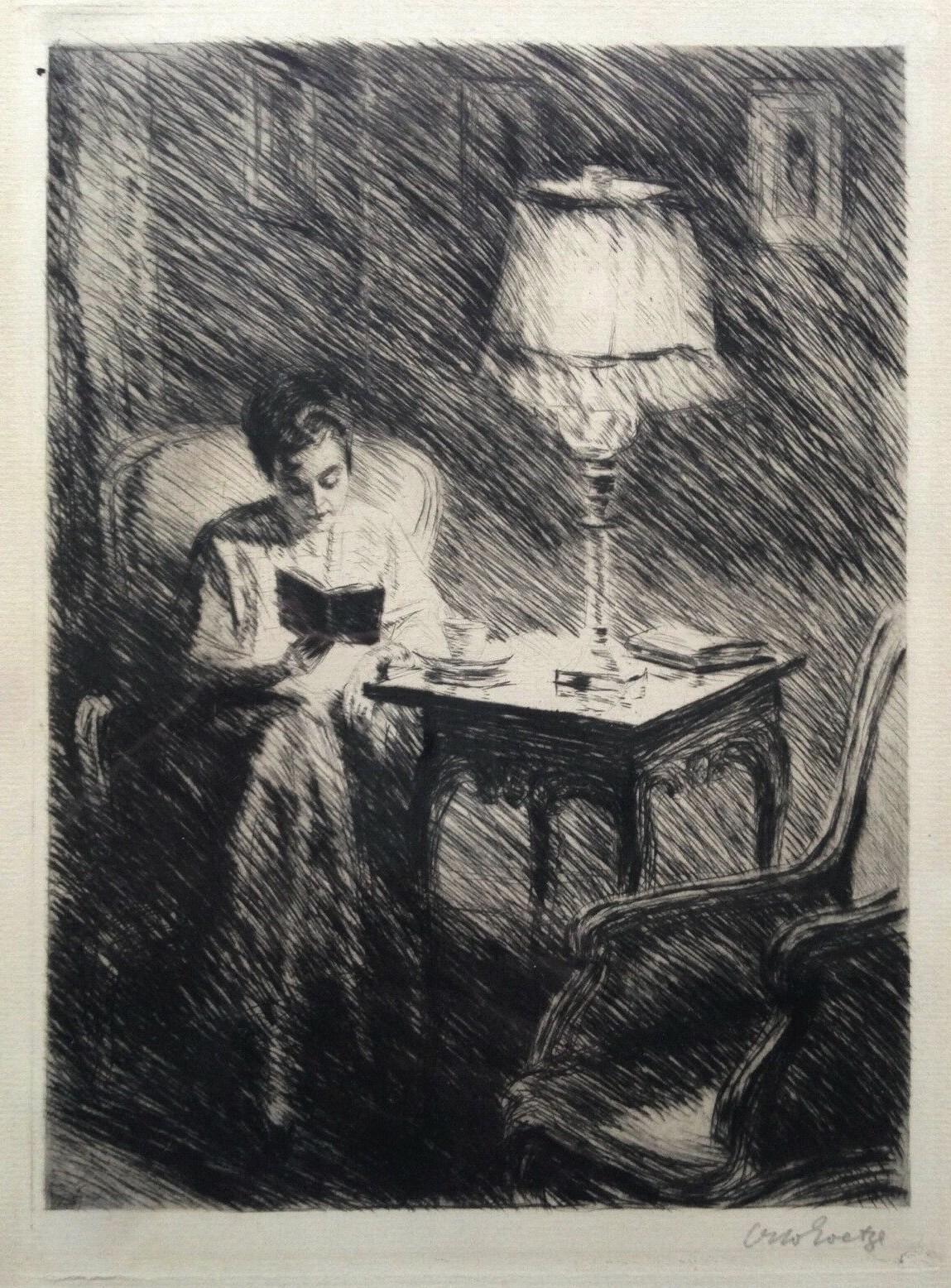
Читающая женщина (между 1900 и 1910)
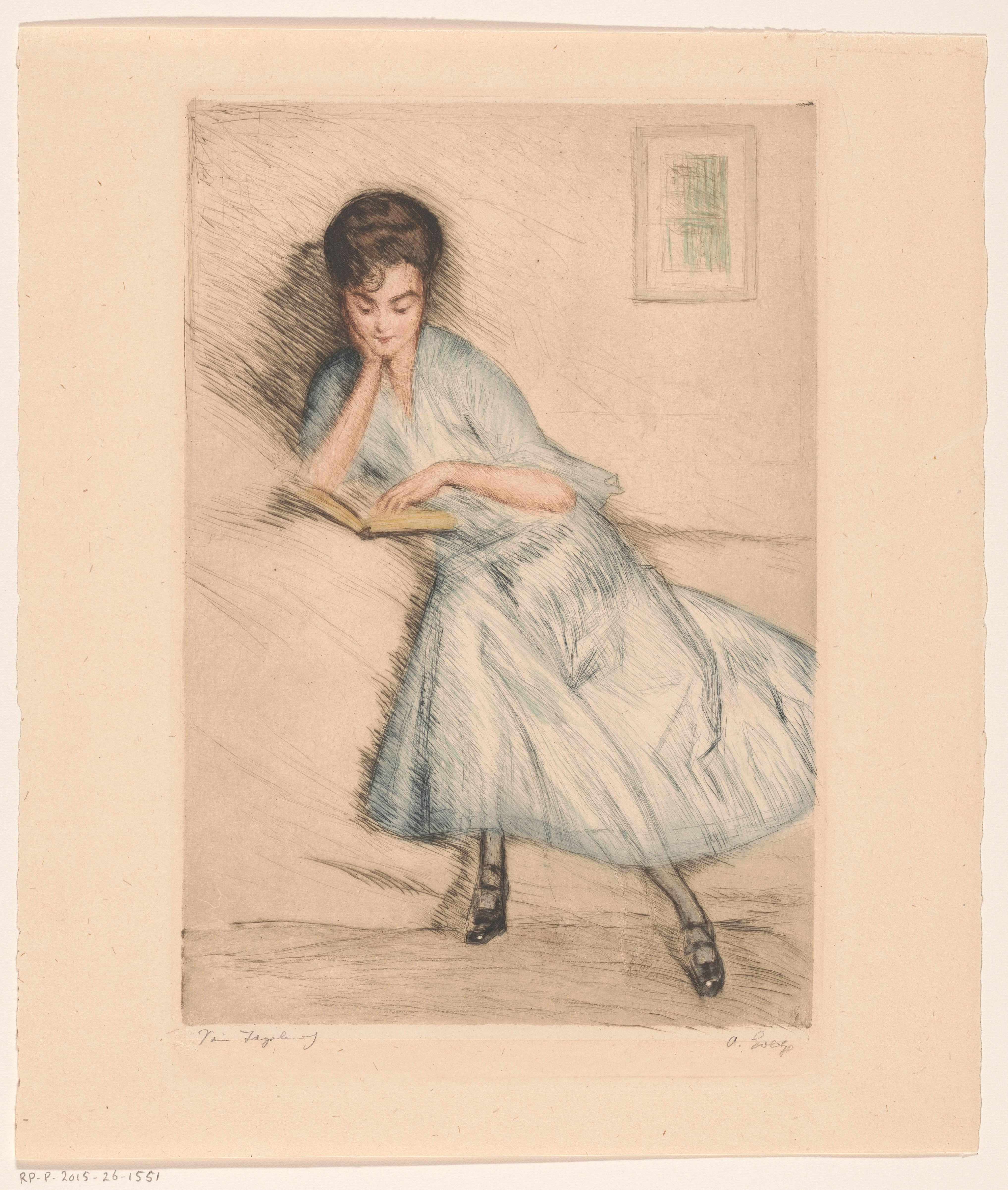
Читающая женщина